# Благодатовка (Херсонская область)
Благода́товка (укр. Благодатівка) — село в Калиновской поселковой общине Бериславского района Херсонской области Украины.
В селе есть мед. пункт, почта, 1 магазин, церковь, школа, клуб, сельский совет, мемориал победы над нацистами (1939—1945).
Почтовый индекс — 74130. Телефонный код — 5532. Код КОАТУУ — 6520980501.

## Население
Население по переписи 2001 года составляло 349 человек.

### Языковой состав
Родной язык населения по данным переписи 2001 года:
| Язык       | Численность, чел. | Доля     |
| ---------- | ----------------- | -------- |
| Украинский | 329               | 94,27 %  |
| Русский    | 17                | 4,87 %   |
| Другое     | 3                 | 0,86 %   |
| Итого      | 349               | 100,00 % |

## История
В 1946 году указом ПВС УССР село Розенталь переименовано в Благодатовку.